# Terre indigo
Terre indigo  est une mini-série française en huit épisodes de 90 minutes, créée par Gilles Gerardin et Éric-Emmanuel Schmitt d'après une idée originale de Sarah Romano et Claire Berger, réalisée par Jean Sagols et diffusée du 8 juillet 1996 au 26 août 1996 sur TF1.

## Synopsis
1920 : après la faillite de leur vignoble bordelais, la famille Vallogne s'exile à Cuba  où elle a investi jadis dans une terre apparemment florissante. En réalité, elle s'avère être un marais inexploitable.
Là-bas, ils sont accueillis par l'ancien métayer de la famille, Léon Bousqueyrolle. À peine arrivés, le jeune fils de Constance et Joseph succombe à la fièvre blanche. Constance sombre alors dans une dépression profonde.
De son côté, Mathilde s'affaire à un projet de digue permettant d'assécher les marais. Pendant ce temps, Pierre Vallogne s'échappe du bagne où il était incarcéré et se réfugie chez Clélia Debarbera, tenancière d'une maison de jeux. Cette nouvelle redonne le sourire à Constance alors que tous croient en la mort de Pierre.
Reine, la fille de Bousqueyrolle, accepte de se marier par nécessité à Diego Benaviles pour privilégier les intérêts de son père mais rencontre un certain Louis Debarbera, dont elle tombe amoureuse, qui s'avère être en fait Pierre qui cache son identité pour échapper à la police ...
Le jour des fiançailles de Reine avec Benaviles, Constance fait sensation dans une robe bleu indigo de sa création. Elle revoit Pierre et Reine, jalouse, rompt publiquement ses fiançailles au grand dam de son père ...

## Distribution
Certains comédiens non francophones ont été doublés en français.
- Francis Huster : Joseph Vallognes
- Cristiana Reali : Constance
- Mireille Darc : Clélia Debarbera
- Elvira Cervera : Mama
- Marie-José Nat : Mathilde Vallogne
- Jean-Marc Thibault : Léon Bousqueyrolle
- Xavier Deluc : Pierre Vallogne / Louis Debarbera
- Charlotte Kady : Reine Bousqueyrolle
- Barbara Schulz : Bérénice
- Mathieu Delarive : Antoine
- Alexis Valdés (VF : Bernard Gabay) : Diego Benaviles
- Thomas Sagols : Maxime Vallogne
- Alexandre Thibault : Timoteo
- Carlos Padrón (VF : Georges Berthomieu) : García
- Adria Santana (VF : Anne Jolivet) : Señora Marquez
- Julia Brendler : Rita
- Yorgo Voyagis : le Commissaire Arcos
- Dieter Kirchlechner (de) : Placido
- Tobias Hoesl : Yan
- Gianni Garofalo (VF : Edgar Givry puis Bernard Lanneau) : Giacomo Mentale
- Hector Noas : Gouverneur de Cayenne
- Carlos Acosta-Milian (VF : Bernard Lanneau) : Louis Debarbera

## Générique
La chanson du générique est interprétée par Barbara Scaff et Philippe Candelon sur une musique de Catherine Lara et un texte de Jean-Jacques Thibaud. Le single s'est classé en 5e position du Top 50 pendant l'été 1996.

## Commentaires
Jean Sagols, maître du genre (Le vent des moissons, Orages d'été,  Les Cœurs Brûles, Les Yeux d'Hélène) signe ici sa dernière saga. Elle bénéficie d'une pléiade d'acteurs prestigieux et d'un scénario original, renouvelant le genre jusqu'alors confiné dans la saga paysanne ou la lutte d'intérêt. Ce feuilleton a rassemblé lors de sa première diffusion jusqu'à près de 10 millions de téléspectateurs et a révélé au grand public le couple Cristiana Reali-Francis Huster qui connaîtront plus tard le succès individuel dans une autre saga : elle dans Le Miroir de l'eau et lui dans Zodiaque.
Dany Robin, décédée avant le tournage de Terre Indigo, aurait dû jouer le personnage de Mathilde Vallogne, mère de Joseph Vallogne, joué par Francis Huster. C'est Marie-José Nat qui a donc interprété le rôle. Roland Dantigny, l'un des directeurs de la photographie est décédé lors du tournage. La série leur est dédiée ; à la fin du générique du début, il est inscrit : « En hommage à Dany Robin et Roland Dantigny ».

## Résumés des épisodes
Épisode 1 : La famille Vallogne débarque sur Xeraco en 1920, après avoir fait faillite à Bordeaux. Ils sont accueillis par Léon Bousqueyrolles l'ancien métayer des Vallogne, envoyé en exil par le père Vallogne il y a une quarantaine d'années. Léon veut se venger des Vallogne. La famille Vallogne se retrouve sur une terre marécageuse. Joseph, l'ainé des fils Vallogne, construit une digue avec l'aide d'Antoine (frère de Constance). Pendant une nuit orageuse, Léon paie des cubains pour venir détruire la digue. Le fils de Joseph et Constance tombe malade de la fièvre blanche (une maladie insoignable jusqu'à présent).
Pendant ce temps, Pierre, le frère de Joseph est au bagne de Cayenne, condamné pour le meurtre de son père. Il réussit à s'enfuir avec Louis Debarbera.
Épisode 2 : Maxime, le fils de Joseph et Constance meurt de la fièvre blanche. Constance entre en dépression. Joseph s'occupe de Rita, une jeune fille sourde et muette qui n'est pas aimée par sa mère. Ce travail lui permet de rapporter de l'argent à la famille qui est désespérée par l'assèchement du marais. Antoine rencontre Diego, un riche exploitant de Xeraco. Pierre va retrouver Clélia Debarbera, la mère de Louis. Il lui avait promis de venir embrasser sa mère. Clélia lui propose de prendre l'identité de son fils Louis. Tout le monde croit Pierre mort. La famille Vallogne est attristée mais Constance aperçoit Pierre. Le domaine de Léon Bousqueyrolles est en ruine.
Épisode 3 : Constance annonce à sa famille que Pierre est vivant. Tout le monde la croit folle car l'enterrement de Pierre va avoir lieu peu de temps après (en fait c'est celui de Louis). Pendant la cérémonie, Constance rejoint Pierre. Joseph part chez les indiens pour comprendre comment ils survivent à la fièvre blanche. Clélia l'accompagne. Ils sont pris en otage par les indiens car Clélia fait du trafic de plumes. Elle lui avoue que Pierre est bien vivant et a pris l'identité de son fils Louis. Finalement, les indiens les relâchent et leur donnent les plantes médicinales. Léon veut fiancer sa fille, Reine, à Diego pour sauver le domaine. Pierre découvre que Léon Bousqueyrolle a changé les numéros de registre des cadastres indiquant les propriétés des Vallogne. En effet, Léon a volé les terres des Vallogne et leur a laissé les siennes, inexploitables. Il le dit à Constance.
Épisode 4 : Clélia et Joseph reviennent de leurs expédition chez les indiens. Constance est partie aux fiancailles de Reine et Diego où elle retrouve Pierre. Ce dernier va dans le bureau de Bousqueyrolle pour trouver le testament de son père concernant l'héritage des Vallogne. Joseph vient à la soirée. Pierre dévoile son visage au grand jour. Léon et la famille Vallogne le reconnaissent mais tout le monde se tait. Il réussit à faire chanter Léon : si celui-ci le dénonce, il dira la vérité concernant l'échange des domaines. Constance part habiter seule dans une maison près de la plage et ouvre une entreprise de couture avec l'aide de Yann. Le cadastre brûle. Yann tente de tuer Pierre. Constance est immédiatement arrêtée, ayant été découverte avec en main le revolver de Yann.
Épisode 5: Constance est au commissariat et accusée de tentative de meurtre. Cependant, elle est relâchée rapidement. Pierre est dans le coma. Il est soigné par son frère qui lui sauve la vie. Pierre se rétablit mais reste amnésique dans un premier temps puis, ayant recouvré la mémoire, feint de rester amnésique. Il sait que c'est Yann qui a tiré sur lui. Lors d'une confrontation entre Pierre et Yann au cours d'un carnaval, ce dernier se suicide. Bousqueyrolle rachète les registres du cadastre et tente de les brûler, mais sa fille Reine l'en empêche.
Épisode 6 :Tout semble apaisé à Xeraco. L'atelier de Constance est florissant. Elle gâte outrageusement Pierre qui vit désormais avec elle. Bérénice réprouve leur relation, mais passe le plus clair de son temps chez Walter, où elle travaille maintenant comme journaliste. Joseph, de son côté, qui consacre à ses recherches, entame une liaison avec Clélia Debarbera...
Épisode 7 : Xeraco est dévasté. Tout le monde s'occupe d'évacuer les blessés vers l'église, transformée pour l'occasion en hôpital. Joseph, en accord avec les autorités, interdit à toute personne de sortir de la ville et donne les recommandations pour éviter la propagation de cette fièvre, dont il est sur le point de trouver l'antidote.
Épisode 8 : Joseph ne quitte pas le chevet de Constance jusqu'à ce que celle-ci émerge peu à peu de sa folie. Pour Clélia, la maladie de Constance et l'empressement de Joseph à son chevet sont autant d'indices : Joseph et Constance sont faits l'un pour l'autre et doivent se retrouver. Clélia commence à se détacher de Joseph et prépare son départ : le cercle de jeu et ses filles vont reprendre la route. Bérénice décide de rester à Xeraco avec Timoteo, le jeune imprimeur. Pierre s'évade du bateau qui doit le ramener à Cayenne, et se réfugie chez Constance. Celle-ci, affaiblie par la maladie, est comme indifférente à son sort...